# NGC 2421
NGC 2421 is een open sterrenhoop in het sterrenbeeld Achtersteven. Het hemelobject werd op 30 januari 1799 ontdekt door de Duits-Britse astronoom William Herschel.

## Synoniemen
- OCL 626
- ESO 560-SC2